# Clubiona procera
Clubiona procera är en spindelart som beskrevs av Pater Chrysanthus 1967. Clubiona procera ingår i släktet Clubiona och familjen säckspindlar. Inga underarter finns listade i Catalogue of Life.